# 莉兹·埃利斯
莉兹·埃利斯（英語：Liz Ellis，1973年1月17日—），澳大利亚女子篮网球运动员。她曾代表澳大利亚参加1998年、2002年和2006年英联邦运动会篮网球比赛，获得二枚金牌和一枚银牌。